# Deporaus weishanensis
Deporaus weishanensis is een keversoort uit de familie Rhynchitidae. De wetenschappelijke naam van de soort is voor het eerst geldig gepubliceerd in 2007 door Legalov.